# 西哥伦比亚 (南卡罗来纳州)
西哥伦比亚（英文：West Columbia），旧称布鲁克兰（Brookland），是美国南卡罗来纳州莱克星顿县下属的一座城市。城市类型是“City”。其面积大约为7.2平方英里（18.66平方公里）。根据2010年美国人口普查，该市有人口14,988人，人口密度约为每平方 英里2,080.80人（约合每平方公里803.43人）。
该城市是南卡罗来纳州首府哥伦比亚的睡城，是其都会区的组成部分，和哥伦比亚隔河相望。得益于南卡经济发展和州府的辐射作用，这座城市的人口一直在快速增长，居民种族也较为多元。